# Museo de los Pintores Oaxaqueños

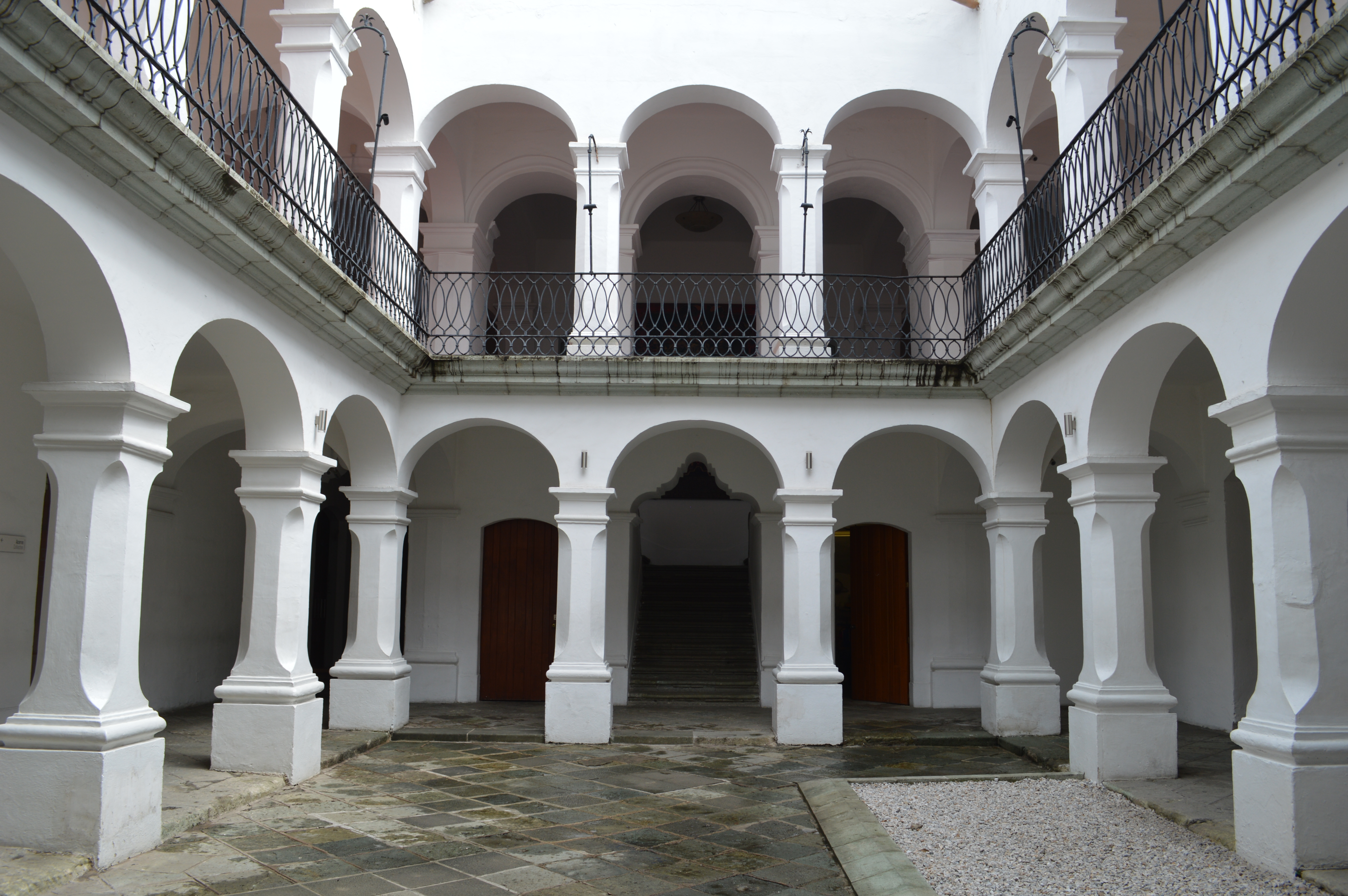
Vista del patio interior

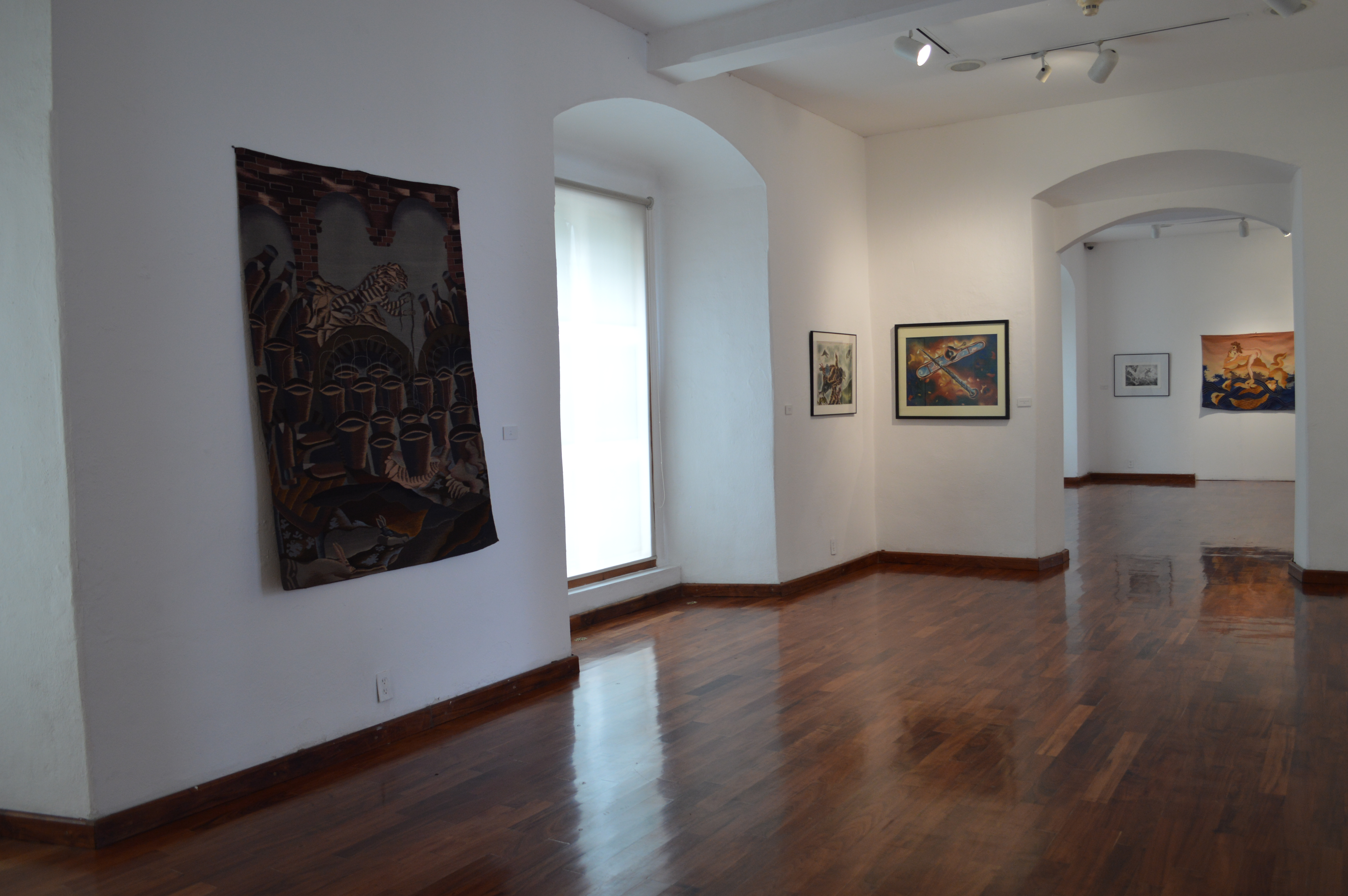
Vista de una de las salas

El Museo de los Pintores Oaxaqueños  es un museo de arte de México creado en 2004 para exhibir las creaciones de artistas oaxaqueños en México y el extranjero. El MUPO ocupa el edificio de arquitectura colonial del siglo XVII ubicada en la avenida Independencia esquina con García Vigil, en el centro histórico de Oaxaca de Juárez. Sus múltiples salas también resguardan exposiciones de otros artistas mexicanos e internacionales. Su objetivo es ofrecer un espacio abierto a la exposición de las artes plásticas y gráficas a nivel regional, estatal y nacional, así como favorecer el vínculo con otras disciplinas artísticas diversas y enlazarlas con otros artistas y museos fuera de Oaxaca.

## Historia del inmueble
El sacerdote de Tututepec, Juan Gómez de Tapia y el filántropo portugués Miguel Fernández Fiallo aportaron el apoyo económico para la fundación de este lugar con el objetivo de educar a niñas oaxaqueñas que no tenían acceso a la educación por motivos económicos o raciales. Fue inaugurado el 26 de enero de 1686 bajo el nombre de Colegio de las Doncellas de Nuestra Señora de la Presentación. Con la implementación de las Leyes de Reforma el Colegio fue clausurado y la administración pasó a manos del gobierno del Estado. Fue hasta la presidencia de Porfirio Díaz, en 1866 que el edificio volvió a abrir sus puertas al público. 
Desde entonces la construcción ha tenido distintos usos incluyendo el primer lugar de exhibición de las joyas halladas en la tumba 7 de Monte Albán. Este edificio fue la primera sede del Museo Nacional de Antropología e Historia en 1933; el INAH trasladó desde la zona arqueológica de Mitla la columna principal con motivo de la inauguración. 
El espacio se mantuvo como Museo Regional del Estado de Oaxaca hasta 1986, estuvo ocupado por el Ayuntamiento desde entonces hasta 1992. La Secretaria de Turismo de Oaxaca se asentó en este lugar de 1993 a 2003, fecha en que se instauró como El museo de los Pintores Oaxaqueños.

## Arquitectura
El edificio incluye un gran pórtico de acceso que introduce a un patio circundado por columnas cuadrangulares que anteceden los corredores externos del patio. Alrededor del patio se encuentra una escalera de dos pasajes que dirige al segundo nivel. El segundo nivel comprende largos pasillos en dirección a las salas perimetrales, algunas de ellas decoradas con motivos religiosos.

## Salas de exhibición
Ninguna de las salas del MUPO es de carácter permanente. El museo cuenta con cuatro salas para exhibiciones temporales y donde además se brindan actividades como clases de danza, visitas guiadas, conferencias, presentaciones editoriales o servicios educativos para todas las edades.
- Sala Rufino Tamayo: 50 m²
- Sala Rodolfo Morales: 75 m²
- Sala Rodolfo Nieto: 75 m²
- Sala Joven Francisco Gutiérrez: 40 m²

## Reacondicionamiento
A partir de la iniciativa del gobierno estatal comenzó la rehabilitación del un museo para ser capaz de recibir la obra artística de artistas oaxaqueños. Debido a la constante mudanza de las instituciones que se albergaron en el edificio desde el siglo XVII y la falta de mantenimiento fue necesario reacondicionarlo para la correcta exhibición de las obras de arte. Algunos agregados fueron demolidos, muros y recubrimientos se remplazaron, además todas las instalaciones eléctricas, hidráulicas y sanitarias se renovaron.